# Mario Kart Tour
Mario Kart Tour (jap.: マリオカート ツアー, Hepburn: Mario Kāto Tsuā) ist ein Rennspiel aus der Mario-Kart-Reihe, das von Nintendo Entertainment Planning & Development entwickelt und von Nintendo am 25. September 2019 für Android im Play Store und iOS im App Store veröffentlicht wurde. Es basiert auf dem Free-to-play-Geschäftsmodell.

## Spielprinzip
Mario Kart Tour basiert auf dem traditionellen Gameplay der Mario-Kart-Serie, in der berühmte Charaktere aus dem Mario-Universum in Go-Kart-Rennen gegeneinander antreten. In traditionellem Gameplay versuchen die Spieler, die möglichst beste Platzierung zu erreichen, während sie versuchen, ihre Gegner mithilfe von Items, die sie aus Fragezeichen-Blöcken erhalten, zu behindern. Das Spiel enthält vier verschiedene Hubraum-Klassen: 50 cm3, 100 cm3, 150 cm3 und 200 cm3, von denen die erste von Anfang an verfügbar ist und die nächsten beiden während des Spiels freigeschaltet werden können, während die vierte beim Kauf des Gold-Passes enthalten ist. Das Spiel enthält auch Features aus früheren Mario-Kart-Teilen, wie Unterwasserabschnitte und Flugpassagen aus Mario Kart 7 bzw. Mario Kart 8. Mario Kart Tour enthält einige Charaktere aus früheren Ablegern, aber bietet auch eigens für das Spiel neu erstellte Charaktere oder Skins (wovon viele Verkleidungen aus Super Mario Odyssey tragen) für Charaktere an. Mario Kart Tour bietet auch Karts aus früheren Spielen an. Das Spiel führt außerdem ein neues Event ein: Die Partyzeit, in welcher der Spieler das zufällig ausgewählte Item über eine begrenzte Zeit ohne Limit einsetzen kann, während er unbesiegbar ist. Sie ersetzt teilweise den Stern aus früheren Teilen der Reihe, da dieser im Einzelspieler-Modus nicht als Item selbst verfügbar ist. Das Spiel bietet 16 verschiedene Cups, wobei einige Strecken aus früheren Cups wiederverwendet werden und alle Rennen zwei Runden dauern. Die Cups sind nach Mario-Charakteren anstelle von den im Mario-Universum üblichen Gegenständen benannt. Stand 2. Februar 2021 verfügt das Spiel inzwischen über einen Multiplayer-Modus mit den Hubraum-Klassen 100 cm3 und 150 cm3 wobei letzteres nur mit dem Gold-Pass spielbar ist. Außerdem gibt es die Möglichkeit eigene Räume mit eigenen Regeln zu erstellen, die entweder für Spieler in der Nähe oder per Raumcode betretbar sind.

## Entwicklung
Mario Kart Tour wurde erstmals im Januar 2018 angekündigt. Im April 2019 kündigte Nintendo an, dass es eine geschlossene Beta exklusiv für Android-Nutzer geben wird, die von Ende Mai bis Anfang Juni andauerte. Ursprünglich für März 2019 angekündigt, wurde das Spiel schließlich am 25. September 2019 veröffentlicht. Es wurde bis zum 26. September 2019 alleine im Play Store bereits über 10 Millionen Mal heruntergeladen. Bis zum 27. September 2019 wurde es über 20 Millionen Mal heruntergeladen. In der ersten Woche wurde es insgesamt über 90 Millionen Mal heruntergeladen. Am 11. September 2023 wurde von Nintendo bekannt gegeben, dass der Support am 4. Oktober 2023 eingestellt wird. Insofern gibt es keine neuen Charaktere oder Strecken mehr, das Spiel ist dennoch weiter spielbar.

## Rezeption
Mario Kart Tour erhielt auf der Bewertungswebsite Metacritic – basierend auf 25 Bewertungen – einen Metascore von 59 von insgesamt 100 möglichen Punkten. PC Games bewertete das Spiel mit 5 von 10 Punkten und kritisierte insbesondere die In-App-Käufe.